# Joan Soler (cartògraf)
Joan Soler, (Mallorca, segles xiv i xv), mestre de cartes de navegar d'obra no conservada, documentat els anys 1405 i 1409, molt probablement fill de Guillem Soler, a qui degué succeir en el seu taller, pare de Rafel Soler i oncle de Rafel Lloret. Les dades biogràfiques disponibles indiquen que fou el transmissor del patró solerià als seu fill i al seu nebot.
Es conserva una correspondencia entre els factors de Francesco di Marco Datini a Mallorca en la qual s'informa que l'any 1408 a l'illa només operava una mestre de cartes de navegar, al qual designen amb el malnom de il Bizarro, cosa que havia provocat una forta pujada de preus. La documentació històrica disponible només permet identificar aquest Bizarro amb Macià Viladesters o amb Joan Soler.

## Genealogia dels cartògrafs Soler-Lloret
```
──
Guillem Soler
 (doc. 1368-†<1402)
├──'
Joan Soler'
 (doc. 1405-1409)
│ └──
Rafel Soler
 (doc. 1420-†<1446)
│ └──
Gabriel Soler
 (doc. 1446-1475)
└──Margarita ∞(<1402) Esteve Lloret
└──
Rafel Lloret
 (doc. 1436-†<1451)
```